# Pomatocalpa angustifolium
Pomatocalpa angustifolium är en orkidéart som beskrevs av Gunnar Seidenfaden. Pomatocalpa angustifolium ingår i släktet Pomatocalpa och familjen orkidéer. Inga underarter finns listade i Catalogue of Life.